# Veronica Gambara

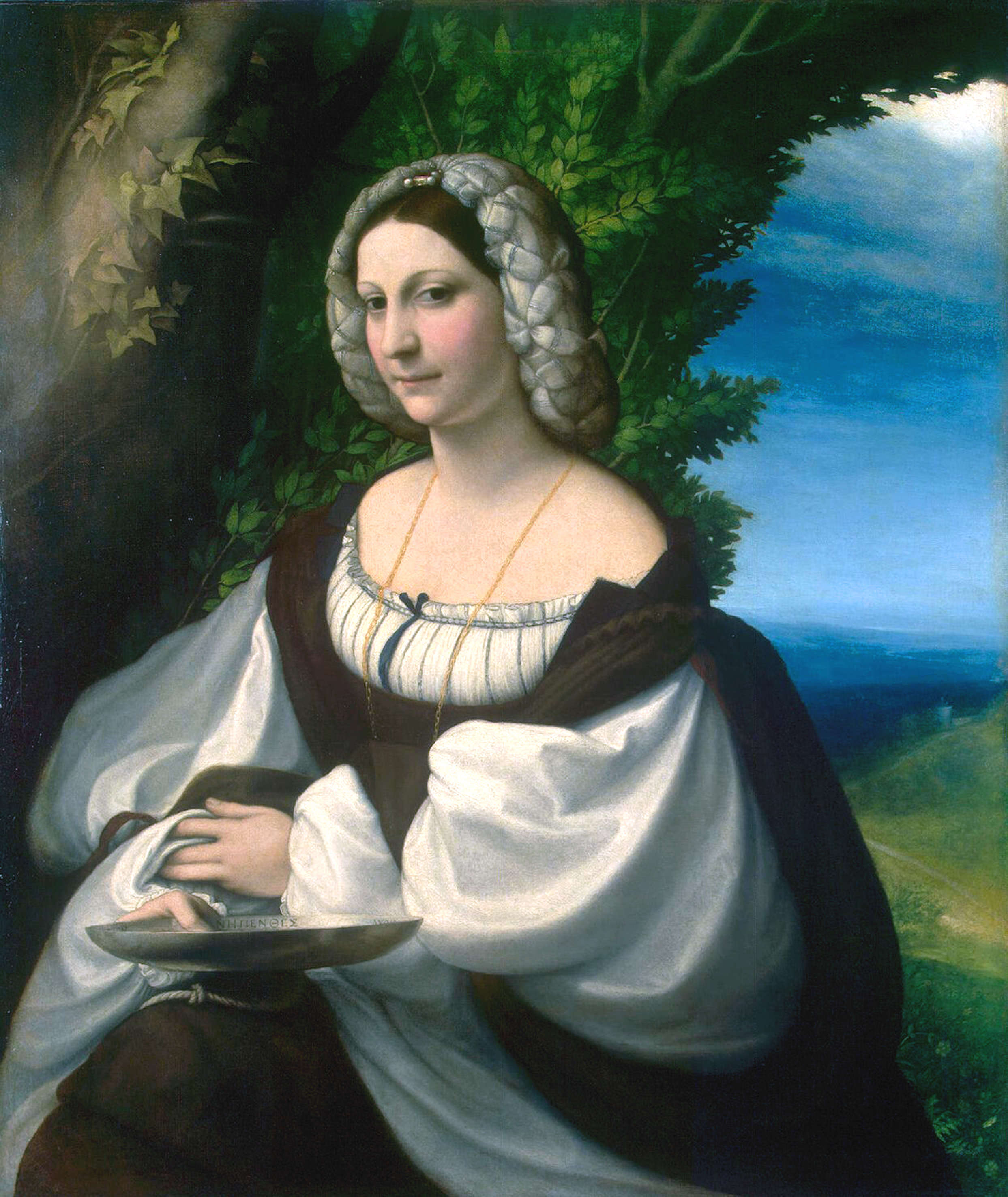
Veronica Gambara

Veronica Gambara (* 30. Juni 1485 Pratalboino, heutige Lombardei; † 13. Juni 1550 in Correggio, heutige Emilia-Romagna) war eine italienische Dichterin.

## Leben und Werk
Gambara erhielt eine umfassende Bildung, durch welche sie mit der lateinischen und griechischen Sprache vertraut wurde. 1508 heiratete sie Giberto X., Herrn von Correggio. Nach dessen Tod 1518 regierte sie den kleinen Stadtstaat mit Geschick, wiewohl die Verpflichtungen ihrer Stellung sie bedrückten und sie viel eher einem kontemplativen Leben zuneigte. Ihre Gedichte, die sich durch leichte und natürliche Eleganz und warme Empfindung auszeichnen, wurden von ihren Zeitgenossen sehr bewundert. Mit dem Kardinal Pietro Bembo unterhielt sie einen lebhaften Briefwechsel, und ihr Haus in Bologna war der Treffpunkt der bedeutendsten Dichter der Zeit.
Themen ihrer Gedichte nach dem Vorbild Bembos und Petrarcas sind Liebe (widerstrebende Leidenschaften, Schmerz und Glück der Liebe, Schönheit der Augen des Liebhabers), das einfache Landleben und die heimatliche Landschaft, Politik (Lob des Kaisers Karl V. und des Papstes, Aufruf zum Krieg gegen die Türken) und Religion.
Ihre gesammelten Werke wurden von Felice Rizzardi unter dem Titel: Rime e lettere di V. G. (mit einer Biographie der Dichterin von Baldassare Camillo Zamboni, Brescia 1759) und von Pia Mestica Chiappetti (Florenz 1879) herausgegeben.